# Selección de fútbol sala de Hungría
La selección de fútbol sala de Hungría es el equipo que representa al país en la Copa Mundial de fútbol sala de la FIFA, en la eurocopa de fútbol sala y otros torneos de la especialidad; y es controlado por la Federación Húngara de Fútbol.

## Estadísticas

### Copa Mundial de Futsal FIFA
| Copa Mundial de fútbol sala de la FIFA | Copa Mundial de fútbol sala de la FIFA | Copa Mundial de fútbol sala de la FIFA | Copa Mundial de fútbol sala de la FIFA | Copa Mundial de fútbol sala de la FIFA | Copa Mundial de fútbol sala de la FIFA | Copa Mundial de fútbol sala de la FIFA | Copa Mundial de fútbol sala de la FIFA |
| Año                                    | Ronda                                  | J                                      | G                                      | E                                      | P                                      | GF                                     | GC                                     |
| -------------------------------------- | -------------------------------------- | -------------------------------------- | -------------------------------------- | -------------------------------------- | -------------------------------------- | -------------------------------------- | -------------------------------------- |
| 1989                                   | Segunda ronda                          | 6                                      | 2                                      | 2                                      | 2                                      | 23                                     | 17                                     |
| 1992                                   | No clasificó                           | No clasificó                           | No clasificó                           | No clasificó                           | No clasificó                           | No clasificó                           | No clasificó                           |
| 1996                                   | No clasificó                           | No clasificó                           | No clasificó                           | No clasificó                           | No clasificó                           | No clasificó                           | No clasificó                           |
| 2000                                   | No clasificó                           | No clasificó                           | No clasificó                           | No clasificó                           | No clasificó                           | No clasificó                           | No clasificó                           |
| 2004                                   | No clasificó                           | No clasificó                           | No clasificó                           | No clasificó                           | No clasificó                           | No clasificó                           | No clasificó                           |
| 2008                                   | No clasificó                           | No clasificó                           | No clasificó                           | No clasificó                           | No clasificó                           | No clasificó                           | No clasificó                           |
| 2012                                   | No clasificó                           | No clasificó                           | No clasificó                           | No clasificó                           | No clasificó                           | No clasificó                           | No clasificó                           |
| 2016                                   | No clasificó                           | No clasificó                           | No clasificó                           | No clasificó                           | No clasificó                           | No clasificó                           | No clasificó                           |
| 2021                                   | No clasificó                           | No clasificó                           | No clasificó                           | No clasificó                           | No clasificó                           | No clasificó                           | No clasificó                           |
| 2024                                   | No clasificó                           | No clasificó                           | No clasificó                           | No clasificó                           | No clasificó                           | No clasificó                           | No clasificó                           |
| Total                                  | 1/9                                    | 6                                      | 2                                      | 2                                      | 2                                      | 23                                     | 17                                     |

### Eurocopa de Fútbol Sala
| Eurocopa de Fútbol Sala | Eurocopa de Fútbol Sala | Eurocopa de Fútbol Sala | Eurocopa de Fútbol Sala | Eurocopa de Fútbol Sala | Eurocopa de Fútbol Sala | Eurocopa de Fútbol Sala | Eurocopa de Fútbol Sala |
| Año                     | Ronda                   | J                       | G                       | E                       | P                       | GF                      | GC                      |
| ----------------------- | ----------------------- | ----------------------- | ----------------------- | ----------------------- | ----------------------- | ----------------------- | ----------------------- |
| 1996                    | No clasificó            | No clasificó            | No clasificó            | No clasificó            | No clasificó            | No clasificó            | No clasificó            |
| 1999                    | No clasificó            | No clasificó            | No clasificó            | No clasificó            | No clasificó            | No clasificó            | No clasificó            |
| 2001                    | No clasificó            | No clasificó            | No clasificó            | No clasificó            | No clasificó            | No clasificó            | No clasificó            |
| 2003                    | No clasificó            | No clasificó            | No clasificó            | No clasificó            | No clasificó            | No clasificó            | No clasificó            |
| 2005                    | Fase de grupos          | 3                       | 0                       | 0                       | 3                       | 5                       | 14                      |
| 2007                    | No clasificó            | No clasificó            | No clasificó            | No clasificó            | No clasificó            | No clasificó            | No clasificó            |
| 2010                    | Fase de grupos          | 2                       | 0                       | 0                       | 2                       | 6                       | 9                       |
| 2012                    | No clasificó            | No clasificó            | No clasificó            | No clasificó            | No clasificó            | No clasificó            | No clasificó            |
| 2014                    | No clasificó            | No clasificó            | No clasificó            | No clasificó            | No clasificó            | No clasificó            | No clasificó            |
| 2016                    | Fase de grupos          | 2                       | 0                       | 0                       | 2                       | 5                       | 11                      |
| 2018                    | No clasificó            | No clasificó            | No clasificó            | No clasificó            | No clasificó            | No clasificó            | No clasificó            |
| 2022                    | No clasificó            | No clasificó            | No clasificó            | No clasificó            | No clasificó            | No clasificó            | No clasificó            |
| Total                   | 3/12                    | 7                       | 0                       | 0                       | 7                       | 16                      | 36                      |

### Grand Prix de Futsal
| Grand Prix de Futsal | Grand Prix de Futsal | Grand Prix de Futsal | Grand Prix de Futsal | Grand Prix de Futsal | Grand Prix de Futsal | Grand Prix de Futsal | Grand Prix de Futsal |
| Año                  | Ronda                | J                    | G                    | E                    | P                    | GF                   | GC                   |
| -------------------- | -------------------- | -------------------- | -------------------- | -------------------- | -------------------- | -------------------- | -------------------- |
| 2005                 | No participó         | No participó         | No participó         | No participó         | No participó         | No participó         | No participó         |
| 2006                 | No participó         | No participó         | No participó         | No participó         | No participó         | No participó         | No participó         |
| 2007                 | 4º Lugar             | 6                    | 3                    | 1                    | 2                    | 18                   | 16                   |
| 2008                 | No participó         | No participó         | No participó         | No participó         | No participó         | No participó         | No participó         |
| 2009                 | 12º Lugar            | 6                    | 2                    | 1                    | 3                    | 18                   | 18                   |
| 2010                 | No participó         | No participó         | No participó         | No participó         | No participó         | No participó         | No participó         |
| 2011                 | 10º Lugar            | 6                    | 3                    | 0                    | 3                    | 20                   | 20                   |
| 2013                 | No participó         | No participó         | No participó         | No participó         | No participó         | No participó         | No participó         |
| 2014                 | No participó         | No participó         | No participó         | No participó         | No participó         | No participó         | No participó         |
| 2015                 | No participó         | No participó         | No participó         | No participó         | No participó         | No participó         | No participó         |
| 2016                 |                      |                      |                      |                      |                      |                      |                      |
| Total                | 3/11                 | 18                   | 8                    | 2                    | 8                    | 56                   | 54                   |

### Mundialito
| Mundialito de Futsal | Mundialito de Futsal | Mundialito de Futsal | Mundialito de Futsal | Mundialito de Futsal | Mundialito de Futsal | Mundialito de Futsal | Mundialito de Futsal |
| Año                  | Ronda                | J                    | G                    | E                    | P                    | GF                   | GC                   |
| -------------------- | -------------------- | -------------------- | -------------------- | -------------------- | -------------------- | -------------------- | -------------------- |
| 1994                 | 4º Lugar             | 5                    | 1                    | 2                    | 2                    | 28                   | 18                   |
| 1995                 | No participó         | No participó         | No participó         | No participó         | No participó         | No participó         | No participó         |
| 1996                 | No participó         | No participó         | No participó         | No participó         | No participó         | No participó         | No participó         |
| 1998                 | No participó         | No participó         | No participó         | No participó         | No participó         | No participó         | No participó         |
| 2001                 | No participó         | No participó         | No participó         | No participó         | No participó         | No participó         | No participó         |
| 2002                 | No participó         | No participó         | No participó         | No participó         | No participó         | No participó         | No participó         |
| 2006                 | No participó         | No participó         | No participó         | No participó         | No participó         | No participó         | No participó         |
| 2007                 | 3º Lugar             | 4                    | 2                    | 0                    | 2                    | 19                   | 11                   |
| 2008                 | Finalista            | 4                    | 3                    | 0                    | 1                    | 12                   | 14                   |
| Total                | 3/9                  | 13                   | 6                    | 2                    | 5                    | 31                   | 25                   |